# Antonio José Navarro
Antonio José Navarro es un crítico de cine español.

## Biografía
Nacido en Barcelona en 1966. Entre septiembre de 1984 y mayo de 1990 fue presentador y codirector del programa radiofónico Parlem de cinema, emitido por la Associació de Ràdio Ripollet. Además, durante esa época, colaboró esporádicamente sobre temas fílmicos en distintas radios comarcales del Vallés Occidental, como Radio Montcada, Radio Cerdanyola y Antena Directa, así como en otras emisoras de carácter estatal y regional (SER, COPE-Castellón, RNE-Ràdio 4).
Desde 1990 forma parte del equipo de críticos de la revista especializada Dirigido por, en la que ha publicado más de 1000 críticas, artículos y ensayos sobre cine, entre los que destacan especialmente sus estudios monográficos sobre David Lynch, Brian De Palma, David Cronenberg, John M. Stahl, Frank Borzage, Oliver Stone, John Carpenter, James Cameron, Walter Hill, Tod Browning, Paul Schrader, Akira Kurosawa, Ernest B. Schoedsack, Ray Harryhausen, George Lucas, John McTiernan, David Fincher, Dario Argento, Joseph H. Lewis, Billy Wilder, Jean-Pierre Melville, M. Night Shyamalan, Pier Paolo Pasolini, Sergio Leone, Mario Bava y John Brahm. Además, ha escrito para la misma revista artículos sobre Stephen King en el cine, Michael Crichton como guionista y realizador, el cine de aventuras contemporáneo, el western de los años noventa, los guionistas del Hollywood actual, el Kolossal europeo y el western italiano, entre muchos otros. Actualmente, es uno de los integrantes del Consejo de Redacción de Dirigido por.
Paralelamente, desde 1994 publica en la revista Imágenes de actualidad, donde además de efectuar crítica de los más recientes estrenos, ha escrito cerca de 300 artículos divulgativos sobre temas relacionados con el cine. También ha publicado diversos artículos en los rotativos El Periodico de Catalunya, El Mundo, Ara, Público y en la revistas italianas Nocturno Cinema y Blow Up.
Además de colaborar en la revista especializada en cine fantástico Quatermass, fundamentalmente en sus números monográficos dedicados al cine español y al cine británico, fue colaborador habitual de la revista trimestral Nosferatu, donde publicó los artículos El melodrama según Kenji Mizoguchi, La justicia y el racismo en el cine, Breve historia de la ciencia-ficción británica, Joseph L. Mankiewicz y los géneros cinematográficos, Los idiotas de Lars Von Trier, Los samuráis en el cine de Akira Kurosawa, Fritz Lang en América y Jean Delannoy
Fue miembro del Comité de Selección y Programación del Festival Internacional de Cinema de Catalunya-Sitges (2001-2002; 2007-2011), donde también desempeñó el cargo de corresponsable del Departamento de Publicaciones del Festival. También es integrante de la ASOCIACIÓN ESPAÑOLA DE HISTORIADORES DEL CINE (A.E.H.C).
Ha participado en programas televisivos de temática cinematográfica en Tele 5 (La Gran Ilusión), TVC (Televisión de Cataluña) y Canal Plus (Calle 13).
Ha colaborado en la preparación de ciclos en la Filmoteca de la Generalidad de Cataluña, la Filmoteca Vasca y la Filmoteca de la Generalidad Valenciana.
Ha impartido clases y conferencias sobre cine en la Facultad de Ciencias de la Comunicación de la Universidad Autónoma de Barcelona, en el cine-club Fritz Lang del Campus UAB, en el Ateneo de Barcelona, en la Universidad Politécnica de Catalunya y en la Universidad Blanquerna - Universidad Ramon Llull. Colaboró en el área de Crítica de Cine de la desaparecida escuela Observatorio de Cine, donde ha ejerció como coordinador de contenidos y como docente. Actualmente colabora regularmente en La Casa del Cine.
Entre 2001 y 2007 fue asesor literario de la Editorial Valdemar, especializada en literatura fantástica y de terror, donde he prologado las siguientes obras: “Las cámaras del horror de Jules de Grandin”, de Seabury Quinn (Col. Gótica n.º 52), “El libro de los hombres lobo”, de Sabinering-Gould (Col. Gótica n.º 54), “Cumbres borrascosas”, de Emily Brontë (Col. Gótica n.º 55), además de ocuparse de la selección, prólogo y notas introductorias de las siguientes antologías, “Sanguinarius. 13 historias de vampiros”, (Col. Gótica n.º 60), “La maldición de la momia. Relatos de horror sobre el antiguo Egipto” (Col. Gótica n.º 65), "Venus en las tinieblas. Relatos de horror escritos por mujeres" (Col. Gótica n.º 68) y "La cabeza de la Gorgona y otras transformaciones terroríficas" (Col. Gótica n.º 85).

## Libros publicados
- Es autor del libro Alien / Los inconquistables, n.º 12 de la Colección Programa Doble (Ed. Dirigido por S.L., 1995), El imperio del miedo. El cine de horror norteamericano post 11-S (Ed. Valdemar, Col. Intempestivas, 2016) y Choque de titanes. 50 películas fundamentales sobre la Guerra Fría (Editorial UOC - Universidad Abierta de Cataluña, 2017)
- Es coautor del libro/ensayo Frankenstein. El mito de la vida artificial (Nuer Ediciones, 2000), coescrito junto a Tomás Fernández Valentí.
- En calidad de corresponsable del Departamento de Publicaciones del Festival de Sitges ha coordinado y editado los siguientes libros y revistas monográficas: El giallo italiano. La oscuridad y la sangre (Ed. Nuer, 2001), La nueva carne. Una estética perversa del cuerpo (Ed. Valdemar, Col. Intempestivas, 2002), El Eurowestern (Nosferatu n.º 41-42, 2002), Europa imaginaria. Cinco miradas sobre lo fantástico en el Viejo Continente (Ed. Valdemar, Col. Intempestivas, 2006), El demonio en el cine. Máscara y espectáculo (Ed. Valdemar, Col. Intempestivas, 2007), El cine de ciencia-ficción. Explorando mundos (Ed. Valdemar, Col. Intempestivas, 2008),  King Kong. 75 años después (Ed. Valdemar, Col. Intempestivas, 2008), Las sombras del horror. Edgar Allan Poe en el cine (Ed. Valdemar, Col. Intempestivas, 2009), Pesadillas en la oscuridad. El cine de terror gótico (Ed. Valdemar, Col. Intempestivas, 2010).
- Ha participado en los libros colectivos El cine fantástico y de terror de la Universal, (2000), Cine fantástico y de terror alemán (1913-1927)(2002) y Cine fantástico español: 1984-2004 (2005), publicados por la Semana de Cine Fantástico y de Terror de San Sebastián / Donostia Kultura. Para la misma también ha coordinado los trabajos colectivos American Gothic. El cine de terror USA 1968-1980 (2007) y Cine de animación japonés (2008).
- Ha coordinado / editado los siguientes volúmenes para Donostia Kultura / Filmoteca Vasca, El thriller USA de los 70 (2009) y Distopía y cine. Futuro(s) imperfecto(s) (2017).

Ha colaborado, además, entre otras, en las siguientes obras colectivas:
- Consultor-colaborador de la enciclopedia “Historia del cine” (Ed. Euroliber, S.A., 1994).
- “Diccionario de películas del cine norteamericano” (Col. Antología Crítica, T & B Editores, Madrid, 2002).
- Especial de la revista QUATERMASS dedicado al cine fantástico español (Astiberri Ediciones S.L., Bilbao, 2002).
- “Cara a cara. Una mirada al cine de género italiano años 60/70” (Col. Hermosos Malditos, Semana Negra de Gijón, 2004).
- Especial de la revista QUATERMASS dedicado al cine fantástico británico (Astiberri Ediciones S.L., Bilbao, 2004).
- Especial de la revista italiana NOCTURNO dedicado al cine fantástico español (Cinema Bis Comunication S.r.l., Milano, 2004).
- “Gun Crazy. Serie negra se escribe con B” (T&B Editores / Festival Internacional de Cine de Las Palmas de Gran Canaria, 2004).
- “La atalaya en la tormenta: El cine de Luis García Berlanga” (Festival Internacional de Cine Independiente de Ourense, 2005).
- “Las miradas de la noche. Cine y vampirismo” (8 ½ Libros de Cine, Madrid, 2005).
- “Euronoir. Serie negra con sabor europeo” (T&B Editores / Festival Internacional de Cine de Las Palmas de Gran Canaria, 2006).
- «El artista como conciencia y creación» artículo sobre la película Im Spiegel der Maya Deren de Martina Kudlácek en Elegías íntimas. Instantáneas de cineastas. Hilario J. Rodríguez (editor). Madrid: Documenta Madrid, Festival Internacional de documentales de Madrid- Ocho y Medio, 2008.